# Wenckheim Frigyes

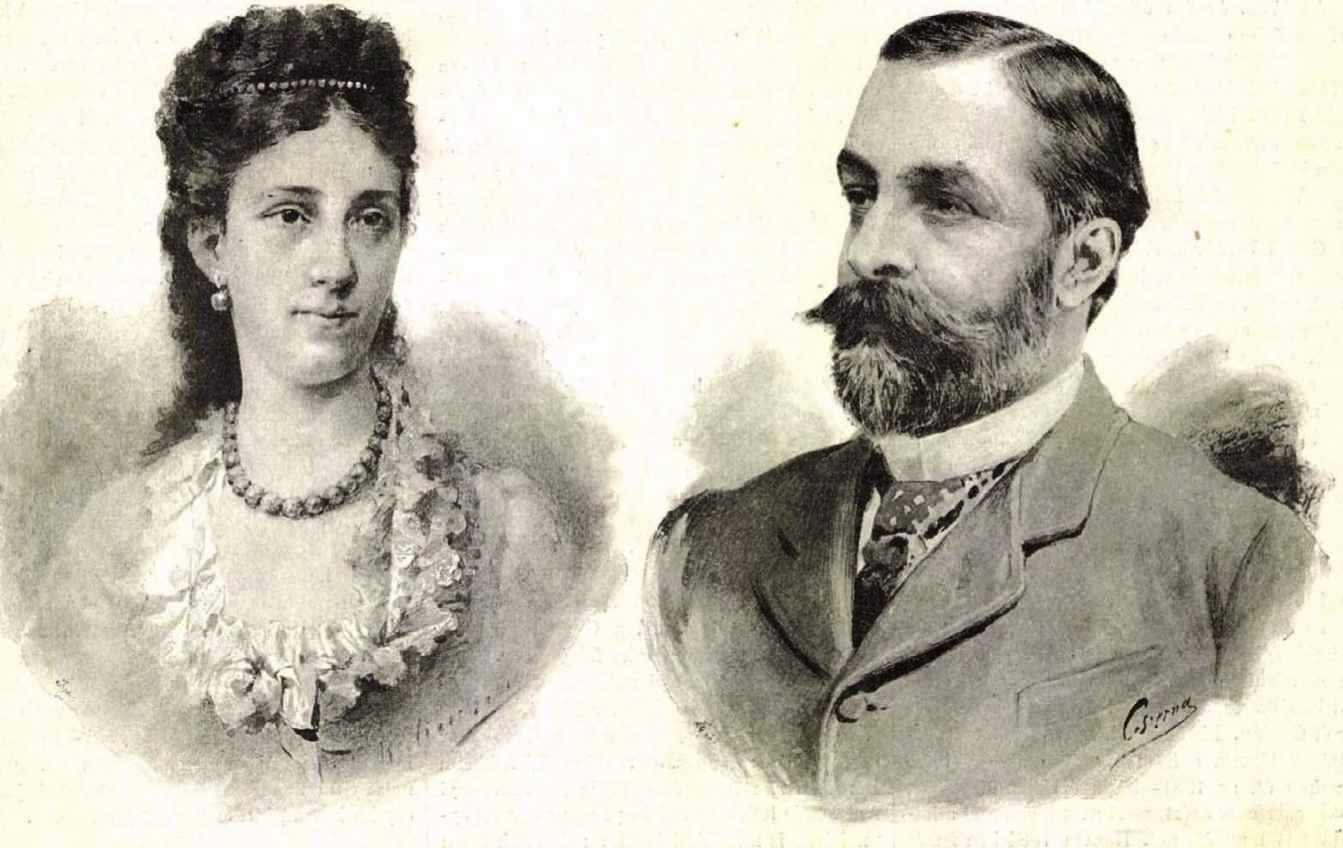
Wenckheim Frigyes és felesége gróf Wenckheim Krisztina

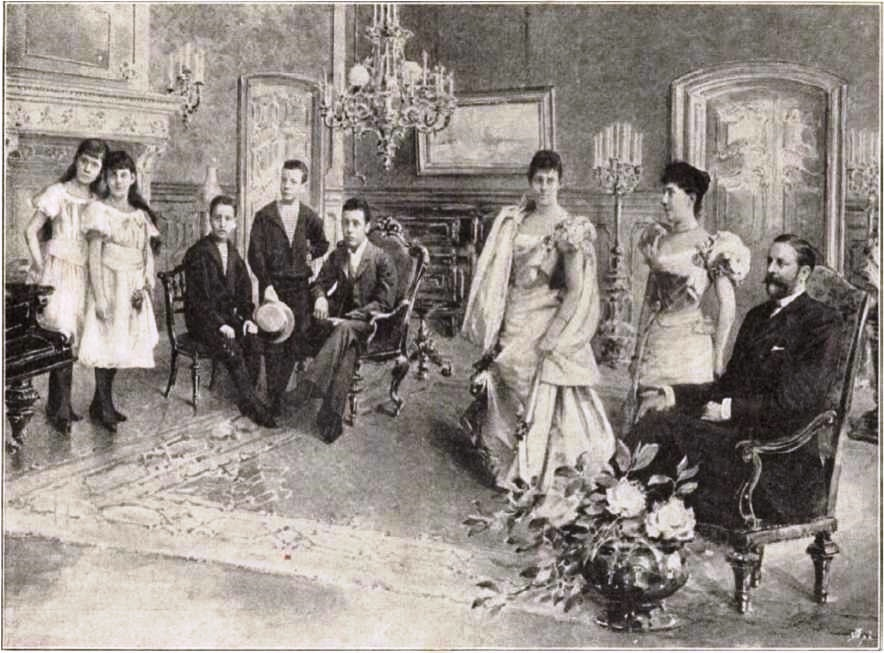
Gróf Wenckheim Frigyes gyermekeivel

gróf Wenckheim Frigyes (Milánó, 1842. október 20. – Szabadkígyós, 1912. június 25.) magyar ügyvéd, Nemzeti Párti politikus, nagybirtokos.

## Élete
Szülei gróf Wenckheim Ferenc huszárkapitány és gróf Radetzky Friderika palotahölgy, Radetzky tábornok lánya voltak. Milánóban született, ahol apja akkoriban a Radetzky-huszárok kapitányaként szolgált.
A gimnáziumot Győrött, a jogot Pozsonyban és Pesten hallgatta. Két évnyi, a királyi táblánál töltött gyakornokoskodás után, 1866-ban tett ügyvédi vizsgát. Életét leginkább a gazdálkodásnak, illetve a politikának szentelte.
Az 1869-es választásokon indult először Békésen, ahol alulmaradt kihívóival szemben. Az 1872-es választásokon a gyulai kerületben indult, ám megint nem nyert mandátumot. Mindkét alkalommal Deák-párti programmal lépett fel. Az 1875-ös választásokon nem indult.
1872-ben megnősült. Unokatestvérét, az „ország leggazdagabb árváját”, gróf Wenckheim Krisztinát (1849–1924) vette feleségül, akivel 1875–1879 közt építtették fel a felesége birtokán a szabadkígyósi Wenckheim-kastélyt. Frigyes a főleg ekörül elterülő, összesen mintegy kilencvenezer holdas gazdaságot nagy munkakedvvel igazgatta élete végéig. Hét gyermekük született, akik mind megélték a felnőttkort.
Az 1878-as választásokon immár az Egyesült Ellenzék (később Mérsékelt Ellenzék, még később Nemzeti Párt) színeiben a gyulai kerületben életében először képviselőnek választották. Az 1881-es választásokon újfent alulmaradt, azonban az 1884-es választásokon megint bejutott a Borosjenői kerületből. Innentől kezdve a kisjenői kerület képviseletében minden választást megnyert, mígnem úgy döntött, az 1901-es választásokon már nem indul, helyette nemesi származási jogán kért és kapott helyet a törvényhozás felsőházában.
1897-ben titkos tanácsosi rangot kapott, 1904-ben pedig főpohárnokmester lett. 1912-ben hunyt el.